# لمح البصر (فلم)
لمح البصر هو فيلم دراما تشويق وإثارة مصري إنتاج 2009.

## القصة
تدور أحداث الفيلم حول منافسة بين شابين أحدهما يدعى فؤاد وهو شاب طموح جدا يتعرف على رجل أعمال يدعى جابر يفوقه في العمر والخبرة وييقن فؤاد أن أحلامه وطموحاته ستكون مع هذا الرجل فيذهب معه فؤاد في رحلة من أجل تحقيق طموحاته، إلا أنه يعيد اكتشاف العديد من الحقائق التي لم يكن يعلمها من قبل، وتتوالى الأحداث أيضا مع الشاب الآخر أشرف في إطار من التشويق.

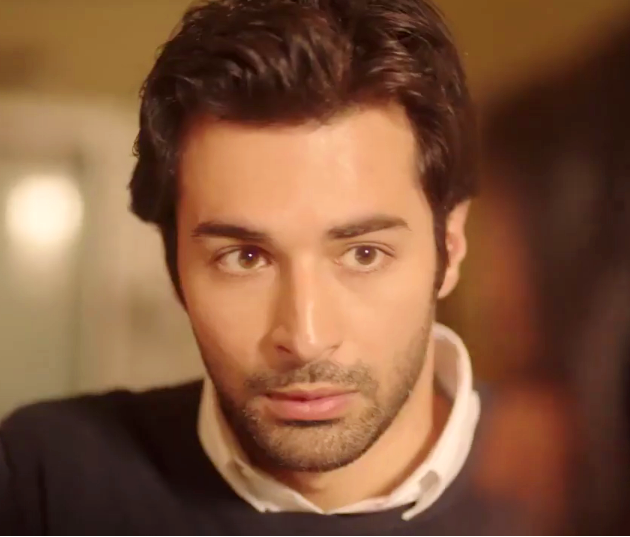
أحمد حاتم في دور فؤاد الصاوي

## الممثلين
- حسين فهمي بدور جابر \ عبد الرحمن فاضل
- أحمد حاتم بدور فؤاد الصاوى
- منى هلا بدور شاهي
- هيثم سعيد بدور أشرف الحسيني صديق فؤاد
- شوقي شامخ بدور خالد وردان
- صبري عبد المنعم بدور غازولي
- مجدي بدر بدور شاكرون
- جلال عبد القادر بدور الصاوي والد فؤاد
- هبة عبد العزيز بدور غادة
- سامح كمال بدور نصير زوج شاهي القتيل
- ميسرة بدور رولا
- سيد صادق بدور عبد الحميد الشنواني

## روابط خارجية
- مقالات تستعمل روابط فنية بلا صلة مع ويكي بيانات